# 奧瓦瓦縣

50°56′N 17°18′E / 50.933°N 17.300°E
奧瓦瓦縣（波蘭語：Powiat oławski），是波蘭的縣份，位於該國西南部，由下西里西亞省負責管轄，首府設於奧瓦瓦，面積524平方公里，2006年人口71,118，人口密度每平方公里140人。